# Oliver Ullrich

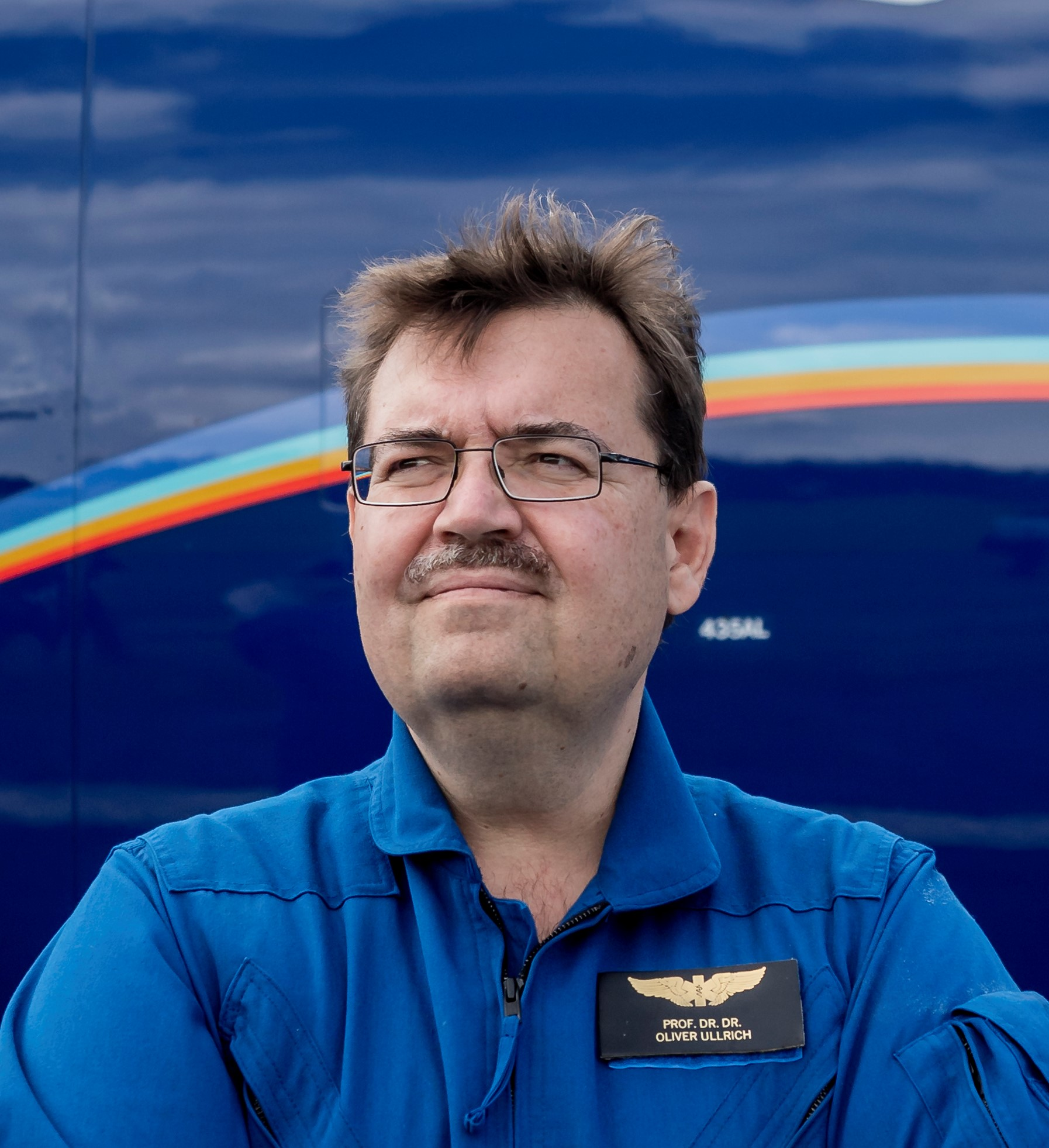
Oliver Ullrich auf dem Militärflugplatz Dübendorf vor dem Airbus 310 von Novespace anlässlich der Schweizerischen Parabelflug Kampagne 2020, fotografiert von Regina Sablotny, UZH

Oliver Ullrich (* 9. Juli 1970 in Berlin) ist ein schweizerisch-deutscher Raumfahrtmediziner und Gravitationsbiologe. Er ist Professor an der Universität Zürich und leitet dort das Institut für Luft- und Raumfahrtmedizin. Seit 2024 ist er Chairman Director des neu gegründeten Centers for Space and Aviation Switzerland und Liechtenstein (CSA). In dieser Rolle ist er maßgeblich mitverantwortlich für die Ansiedlung von Starlab am Switzerland Innovation Park Zurich. Zudem ist er der Architekt für die im Juni 2025 ins Leben gerufene Zusammenarbeit zwischen Space Florida und dem CSA.
Seit 2018 (ab 2025 in Co-Leitung mit Prof. Ravit Helled) leitet er das Innovation Cluster Space and Aviation der Universität Zürich (UZH Space Hub). Er betreibt seit April 2024 für den Space Hub der Universität Zürich den Hangar 4 am Switzerland Innovation Park Zurich (IPZ) und vertritt dort den Bereich Space and Aviation.
Ullrich ist überzeugter Vertreter der New Space Economy, d. h. der privatwirtschaftlichen Nutzung des unteren Erdorbits, u. a. zur Herstellung von Produkten, die sich unter den Gravitationsbedingungen der Erde nicht, oder nur in schlechterer Qualität herstellen lassen. Für seine Verdienste im Bereich der New Space Economy wurde er von der Greater Zurich Area, dem Standortförderungsinstrument des Kantons Zürich, 2024 zum Ambassador ernannt.

## Leben
Oliver Ullrich wurde 1970 in Berlin-Neukölln (Gropiusstadt) geboren und besuchte das Goethe-Gymnasium Berlin-Wilmersdorf. Er studierte an der Freien Universität Berlin von 1989 bis 1996 Medizin und Biochemie und promovierte 1998 zum Dr. med an der Humboldt-Universität zu Berlin. Zum Dr. rer. nat. promovierte er an der Freien Universität Berlin. 2002 habilitierte er an der Charité in Anatomie und Zellbiologie. Im Dezember 2003 trat er eine Professur für Molekulare Immunologie und später für Weltraumbiotechnologie am Universitätsklinikum Magdeburg an. In Zusammenarbeit mit der Fakultät für Maschinenbau der Otto-von-Guericke-Universität Magdeburg begründete er eine weltraumbiologische Forschung, die internationale Beachtung findet. Darüber hinaus arbeitete er an der Vernetzung von Neurowissenschaften und Immunologie, beteiligte sich an einem Landesforschungsverbund und gründete ein DFG-Graduiertenkolleg. Seit 2007 ist er Honorarprofessor für Weltraumbiotechnologie an der Fakultät für Maschinenbau der Universität Magdeburg. Im Jahr 2019 übernahm er eine Honorarprofessur für Weltraummedizin an der Ernst-Abbe-Hochschule Jena, wo er Studierende in die interdisziplinäre Produktentwicklung im Rahmen von Raumfahrtmissionen einführt. Im September 2007 trat er die Position als ordentlicher Professor für Anatomie am Anatomischen Institut der Universität Zürich in der Schweiz an. Am 1. Januar 2025 ernannte ihn die Universität Zürich zum Ordentlichen Professor für Luft- und Raumfahrtmedizin. Außerdem ist Ullrich Adjunct Professor an der Technischen Universität Peking (BIT) in China. Er war Dozent an der ETH Zürich und lehrt im Space for Business Programm an der Universität St. Gallen.
Zusammen mit Cora Thiel entwickelte er in einem Gemeinschaftsprojekt mit Airbus DS eine Methode zur Produktion von menschlichem Gewebe aus adulten Stammzellen im Weltall, das zu Forschung und Entwicklung, zum Ersatz von Tierexperimenten und zur Transplantation eingesetzt werden soll. Die Technologie wurde an das UZH-Start-Up Prometheus Life Technologies AG lizenziert und hat 2022 den 1. Preis der Orbital Reef Starter Innovation Challenge gewonnen. Oliver Ullrich setzt sich für die Space Economy ein und hat gemeinsam mit Natalie Dové die Start-up-Unternehmen Dovespace in Burgdorf, Schweiz und Star Sailors, Liechtenstein gegründet.

## Forschung
Ullrich leitete internationale weltraummedizinische und gravitationsbiologische Forschungsprojekte, darunter CELLBOX-PRIME, TRIPLE LUX A, FLUMIAS-DEA und Gene Control Prime. Er befasst sich mit Gravitationsbiologie und beschäftigt sich dabei insbesondere mit der molekularen Anpassung menschlicher Zellen an unterschiedliche Schwerkraftsbedingungen. Er will herausfinden, wie Körperzellen Schwerkraft wahrnehmen und wie sie auf Schwerkraftveränderung reagieren. Immunzellen und Zellen des Muskel-Skelett-Systems interessieren ihn dabei ganz besonders. Deren Schwerkraftverhalten untersucht er auf unterschiedlichen Plattformen: Parabelflügen, suborbitalen Raketen und auf der Internationalen Raumstation ISS. Auch im deutsch-chinesischen Weltraumprojekt SIMBOX auf Shenzhou-8 führte er ein orbitales Experiment durch. Ullrichs angewandte Forschung zielt u. a. auf die Produktion von Geweben und Organen in Schwerelosigkeit ab. Weltweite Beachtung fand ein Forschungsergebnis, das er zusammen mit Cora Thiel nach Experimenten auf der ISS 2017 veröffentlichte: Demnach passen sich Immunzellen von Säugetieren in weniger als einer Minute vollständig an die Schwerelosigkeit an. Auch in anderen Zelltypen fanden er und sein Team schnelle Anpassungsvorgänge. Gemeinsam mit Cora Thiel entdeckte er, dass die schnelle genomische Antwort auf veränderte Gravitationskräfte in der Organisation des Chromatins kodiert ist.  Aktuell erforscht er, wie diese Anpassung zustande kommt. In diesen Forschungsgebieten arbeitet er, verbunden über ein Space Act Agreement, mit der US-Raumfahrtagentur NASA zusammen. Seine Forschungsergebnisse tragen zur Risikoabschätzung bemannter Raumfahrtmissionen bei. Mit dem Experiment „Space Genomics“ nahmen Oliver Ullrich, Cora Thiel und das Bildungsministerium von Nevis von St. Kitts and Nevis an der ersten nicht-US-amerikanischen privaten Weltraummission Fram2 teil.
Ullrich ist Präsident der Swiss SkyLab Foundation, welche seit 2015 die Swiss Parabolic Flights durchführt. 2015 gründete er die Magdeburger Arbeitsgemeinschaft für Forschung unter Raumfahrt- und Schwerelosigkeitsbedingungen (MARS) an der Otto-von-Guericke-Universität Magdeburg 2016 wurde er in den Vorstand der Deutschen Gesellschaft für Luft- und Raumfahrtmedizin (DGLRM) gewählt, 2019 zu deren Vizepräsidenten und 2022 zu deren Präsidenten. Er ist Mitglied des Programmausschusses des Deutschen Zentrums für Luft- und Raumfahrt (DLR). Darüber hinaus gehört er diversen anderen internationalen Gremien der Raumfahrt an. Des Weiteren ist Ullrich Direktor des UZH Space Hub – einer Innovationsplattform der Universität Zürich. 2020 organisierte er auf dem Militärflugplatz Dübendorf die weltweit erste Parabelflugkampagne unter Pandemiebedingungen. Im Jahr 2018 und 2022 wurde er unter die 200 prominentesten Persönlichkeiten der Stadt Zürich gewählt.
Ullrich ist Ko-Editor verschiedener wissenschaftlicher Fachzeitschriften, u. a. für Scientific Reports (Nature Publishing Group) und Acta Astronautica (Elsevier), des offiziellen wissenschaftlichen Journals der International Academy of Astronautics. Seine gesammelte Missionserfahrung beläuft sich auf 17 Parabelflugmissionen, 9 suborbitale Missionen und 9 Orbitalmissionen. Er hat mehr als 1200 Parabeln absolviert und war insgesamt mehr als 7 Stunden in der Schwerelosigkeit.

## Auszeichnungen
Zwischen 2000 und 2003 gewann Oliver Ullrich drei Mal den Karl-Asmund-Rudolphi-Preis für die beste Lehre an der Charité Berlin. 2002 wurde er mit dem Wolfgang-Bargmann-Preis der Anatomischen Gesellschaft, 2004 mit dem Landesforschungspreis Sachsen-Anhalt und 2006 mit dem Otto-von-Guericke-Preis ausgezeichnet. Er ist Träger der Parabelflugmedaille in Bronze und in Silber. 2009 durfte er sich in das Goldene Buch der Stadt Magdeburg eintragen. Im Jahr 2012 wurde Ullrich auf Lebenszeit zum Akademiemitglied der International Academy of Astronautics gewählt. 2017 wurde er als Hochschullehrer des Jahres an der Medizinischen Fakultät der Universität Zürich ausgezeichnet. 2018 verlieh die Deutsche Akademie für Flug- und Reisemedizin (DAF) Ullrich zusammen mit Cora Thiel den Albrecht-Ludwig-Berblinger-Wissenschaftspreis für ihre Forschungsarbeit „Rapid adaptation of microgravity in mammalian macrophage cells“. Am 1. Oktober 2023 wurde er von der International Academy of Astronautics mit dem Life Science Award – der höchsten Auszeichnung im Bereich der Space Life Science – geehrt

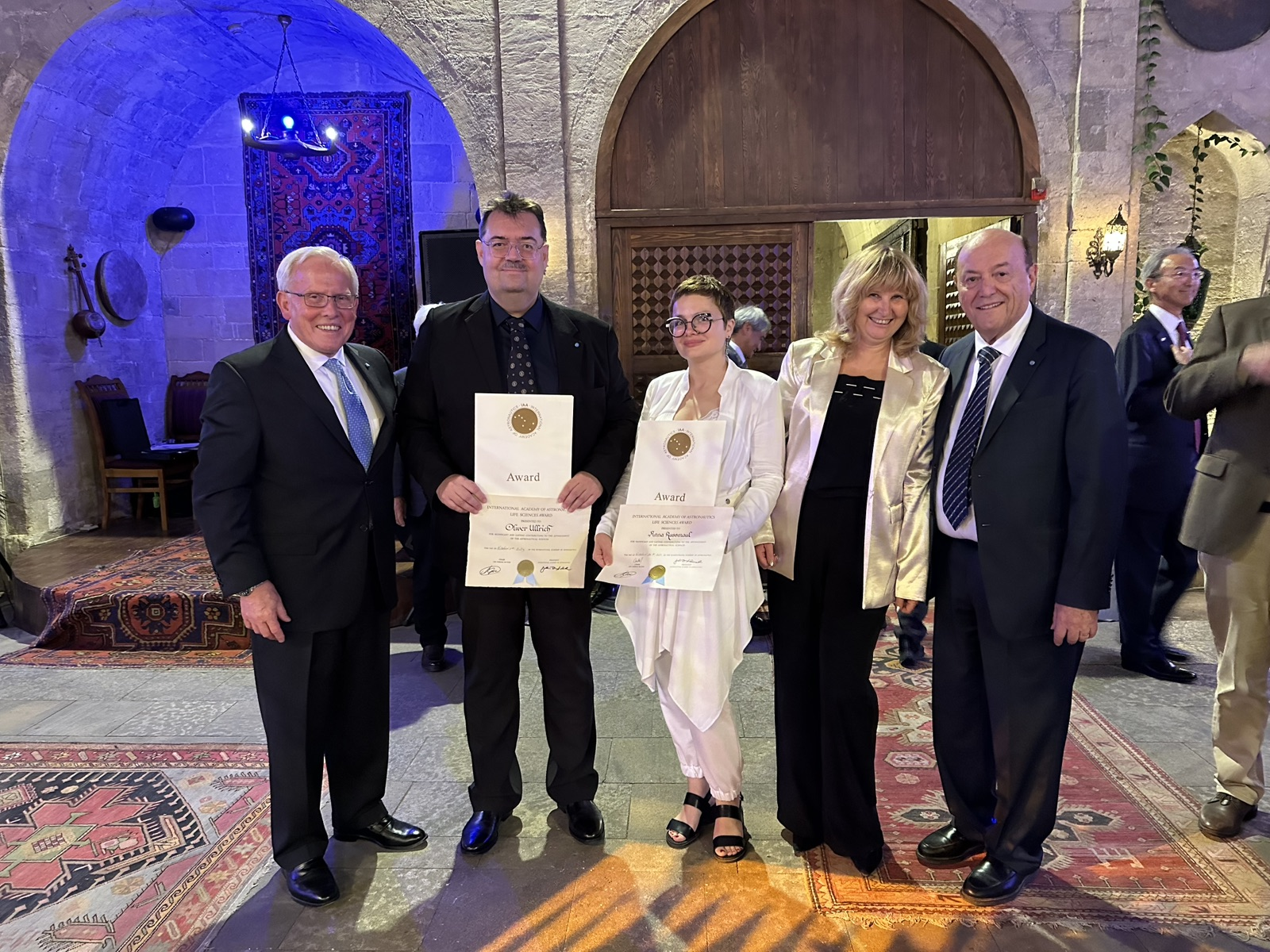
Oliver Ullrich wurde am 1. Oktober 2023 von der International Academy of Astronautics der Life Science Award verliehen. Dies ist die höchste Auszeichnung im Bereich der Space Life Sciences.

## Weiteres
Gemeinsam mit dem Luftwaffenoffizier und Mediziner Marc Studer initiierte und leitete er die Entwicklung einer Schwerelosigkeits-Forschungsplattform auf einem Kampfflugzeug der Schweizer Luftwaffe. Mit Natalie Dove baute er das Swiss Parabolic Flight-Programm auf, das durch die Kombination von Wissenschaftlerteams mit Industrie und Privatpersonen Forschungsflüge mit der A310 ZERO-G vom Flugplatz Dübendorf aus ohne den Einsatz von Steuergeldern ermöglicht. Gemeinsam mit Cora Thiel gelang Ullrich 2011 der experimentelle Nachweis, dass die Erbsubstanz DNA die Weltraumumgebung und den Eintritt in die Erdatmosphäre überstehen kann und danach noch funktionsfähig ist. Die Publikation dieser Studie im Jahr 2014 erlangte weltweite Aufmerksamkeit. Oliver Ullrich gilt als der erste Weststudent in der DDR nach dem Mauerfall. Darüber hinaus hat Oliver Ullrich einen postgradualen Abschluss  in Theologie von der Päpstlichen Lateranuniversität in Rom und arbeitet an der Schnittstelle zwischen Glauben und Naturwissenschaften.

## Werke
- Gravitational Force—Induced 3D Chromosomal Conformational Changes Are Associated with Rapid Transcriptional Response in Human T Cells, 2021[59]
- Rapid coupling between gravitational forces and the transcriptome in human myelomonocytic U937 cells, 2017[60]
- Stability of gene expression in human T cells in different gravity environments is clustered in chromosomal region 11p15.4, 2017[61]
- Rapid adaptation to microgravity in mammalian macrophage cells, 2017[62]
- Functional Activity of Plasmid DNA after Entry into the Atmosphere of Earth Investigated by a New Biomarker Stability Assay for Ballistic Spaceflight Experiments, 2014[63]
- Metabolische Wirkung des Lipidperoxidationsproduktes 4-Hydroxynonenal auf die Poly-ADP-Ribosylierung in primären Synovialfibroblasten, 1998
- Funktion und Regulation des nukleären 20S Proteasoms beim Abbau oxidativ geschädigter Histone in humanen K562-Zellen, 1998
- Mechanismen protektiver und destruktiver Funktionen der Poly(ADP-Ribose)-Polymerase-1 (PARP-1) bei Zell- und Gewebeschädigungen 2002